# 内利耶拉姆
内利耶拉姆（Nelliyalam），是印度泰米尔纳德邦The Nilgiris县的一个城镇。总人口42400（2001年）。

## 人口
该地2001年总人口42400人，其中男性21106人，女性21294人；0—6岁人口5594人，其中男2850人，女2744人；识字率73.68%，其中男性为79.94%，女性为67.47%。